# Pinacia pernix
Pinacia pernix är en fjärilsart som beskrevs av Townsend 1958. Pinacia pernix ingår i släktet Pinacia och familjen nattflyn. Inga underarter finns listade i Catalogue of Life.